# Hope Channel
Hope Channel è la rete televisiva satellitare ufficiale internazionale della Chiesa Cristiana Avventista del Settimo Giorno, nata il 10 ottobre del 2003 a Silver Spring, nello stato del Maryland, negli Stati Uniti d'America, che oggi è anche la sede mondiale ed il quartier generale della Chiesa Cristiana Avventista del Settimo Giorno, mentre la capitale storica dell'Avventismo resta Battle Creek, nel Michigan, Stati Uniti d'America. Insieme alla 3ABN Three Angels Broadcasting Network, Hope Channel è la stazione di punta della rete televisiva avventista (ATN). Caratteristiche principali di Hope Channel sono tutte le programmazioni prodotte dalla Chiesa Cristiana Avventista del Settimo Giorno e tradotte simultaneamente in quasi tutte le lingue del mondo, da scuole, ospedali e istituzioni religiose proprie dell'Avventismo, che coprono la salute, la vita e vari temi educativi e familiari.
- Slogan della rete Hope Channel è Guadagnarsi la Verità di Dio.

Hope Channel è un canale satellitare di 24 ore emittente sui satelliti 
 e reti via cavo in tutto il mondo ed è disponibile free-to-air in comunità anche nella versione in italiano Hope Channel Italia in diretta streaming dal loro sito.
 Hope Channel trasmette ogni giorno 24 ore su 24: sermoni, incontri evangelistici, interviste a persone di cultura, trasmissioni sulla libertà religiosa, numerosi documentari sull'operato di ADRA International, spot dall'AWR (Adventist World Radio) e dell'italiana Radio Voce della Speranza, concerti, documentari storici e religiosi. Si può vedere da casa propria gratuitamente.
La rete televisiva ATN (Adventist Television Network) ha sviluppato un programma graduale per la ricezione mondiale dei suoi programmi sotto il nome di Hope Channel.
Il nuovo canale televisivo è visibile in America del nord e America del sud, in Africa ed in Asia. In Europa ha iniziato le sue trasmissioni dal mese di dicembre 2003. DirecTV ha aggiunto Hope Channel il 29 aprile 2009 come parte del suo pacchetto di scelta.
Hope Channel trasmette 24 ore su 24 e 7 giorni alla settimana. Per vederla in altre lingue basta avere un semplice ricevitore TV satellitare DVB-S2 oppure una connessione internet per la Web TV.